# Columbian Buenos Aires
Columbian Football Club – argentyński klub piłkarski z siedzibą w mieście Buenos Aires.

## Historia
Klub założony został w 1910 roku pod nazwą Pontevedra Sporting Club. W 1911 roku zmienił nazwę na Hispano Argentino, a w następnym roku awansował do pierwszej ligi mistrzostw organizowanych przez federację Federación Argentina de Football. W pierwszoligowym debiucie klub zajął 6. miejsce. Tak samo było w 1914 roku, mimo że do klubu przybyło kilku piłkarzy z klubu Argentino de Quilmes Buenos Aires. W 1915 doszło do połączenia mistrzostw organizowanych dotąd przez konkurencyjne federacje - w połączonej lidze Hispano Argentino zajął 17. miejsce.
Następnie w 1916 roku klub zmienił nazwę na Columbian Football Club i pod nową nazwą zajął w lidze 16. miejsce. W 1917 roku Columbian zajął 14. miejsce, a w 1918 roku 18. miejsce.
W 1919 roku Columbian po rozegraniu 5 meczów dołączony został do klubu Sportivo Almagro Buenos Aires i dalsze gry w pierwszej lidze kontynuował nowy klub.
W ciągu siedmiu sezonów klub rozegrał w pierwszej lidze Argentyny 121 meczów, w tym 39 zwycięstw, 22 remisy i 60 porażek, zdobywając 100 punktów. Klub zdobył 147 bramek i stracił 215 bramek.